# FC Tirsense
Futebol Clube (FC) Tirsense – portugalski klub piłkarski, grający w Segunda Divisão, mający siedzibę w mieście Santo Tirso.

## Historia
Klub został założony w 1938 roku. W sezonie 1967/1968 po raz pierwszy wystąpił w pierwszej lidze i spędził w niej rok. Do portugalskiej pierwszej ligi FC Tirsense wrócił w 1970 roku i po dwóch latach spadł z niej. W pierwszej lidze klub grał również w latach 1989–1991, w sezonie 1992/1993 oraz w latach 1994–1996.

## Sukcesy
- Segunda Liga
  - zwycięstwo (1): 1993/1994

- Segunda Divisão
  - zwycięstwo (1): 1969–70

## Historia występów w pierwszej lidze
| Sezon     | Pozycja      | M  | Pkt. | Z  | R  | P  | GZ | GS |
| --------- | ------------ | -- | ---- | -- | -- | -- | -- | -- |
| 1967/1968 | 13. (spadek) | 26 | 15   | 5  | 5  | 16 | 17 | 53 |
| 1970/1971 | 9.           | 26 | 20   | 6  | 8  | 12 | 26 | 45 |
| 1971/1972 | 16. (spadek) | 30 | 19   | 6  | 7  | 17 | 28 | 66 |
| 1989/1990 | 9.           | 34 | 30   | 7  | 16 | 11 | 21 | 32 |
| 1990/1991 | 16. (spadek) | 38 | 33   | 10 | 13 | 15 | 39 | 50 |
| 1992/1993 | 16. (spadek) | 34 | 28   | 10 | 8  | 16 | 27 | 37 |
| 1994/1995 | 8.           | 34 | 34   | 14 | 6  | 14 | 35 | 34 |
| 1995/1996 | 18. (spadek) | 34 | 31   | 7  | 10 | 17 | 30 | 54 |

## Reprezentanci kraju grający w klubie
Stan na czerwiec 2015.
| - Paulo Alves - Paulo Cabral - Marco Ferreira - Alberto Festa - António Fonseca - Eduardo Lúcio - Nascimento - Nelo - Nélson - Hugo Porfírio - Quim - Samuel | - Francisco Vital - Hugo Marques - Nelo - Acácio - Batista - Juary Soares - Rachid Daoudi - Samson Siasia - Nilton Fortes - Marlon James - Basaúla Lemba - Tueba Menayane |